# Tadeusz Kotarbiński

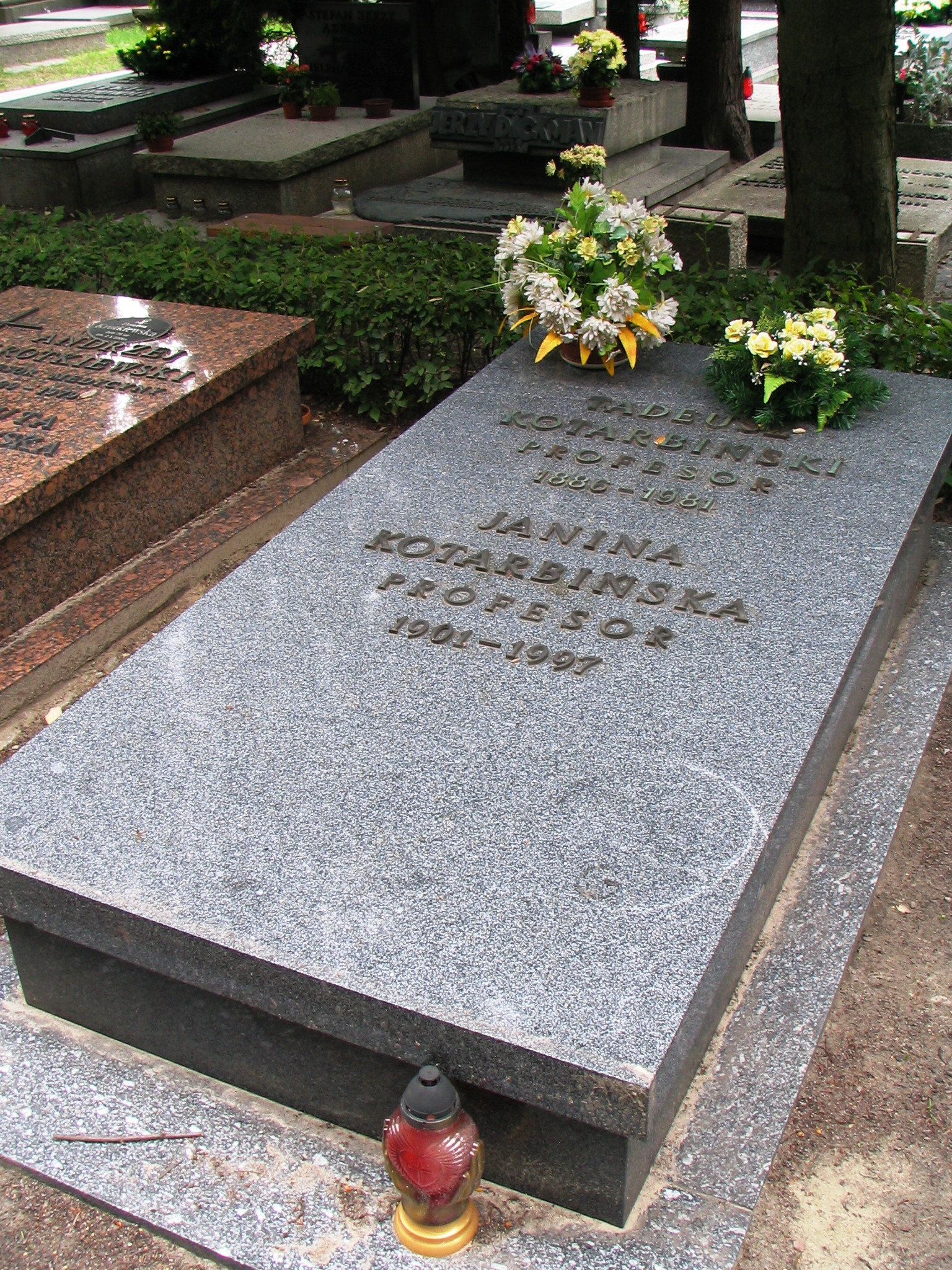
Grób Tadeusza Kotarbińskiego i jego żony Janiny na Cmentarzu Wojskowym na Powązkach w Warszawie (23 lipca 2008)

Tadeusz Marian Kotarbiński (ur. 31 marca 1886 w Warszawie, zm. 3 października 1981 tamże) – polski filozof, logik i etyk, czołowy przedstawiciel szkoły lwowsko-warszawskiej, autor koncepcji reizmu, twórca etyki niezależnej oraz koncepcji opiekuna spolegliwego.
Przewodniczący Polskiego Towarzystwa Filozoficznego (1927–1975), dziekan Wydziału Humanistycznego Uniwersytetu Warszawskiego (1929–1930), pierwszy rektor Uniwersytetu Łódzkiego (1945–1949), prezes (1946–1966) i członek honorowy Łódzkiego Towarzystwa Naukowego, członek rzeczywisty (1953) i prezes (1957–1962) Polskiej Akademii Nauk, członek Towarzystwa Naukowego Warszawskiego (1929–1951) i Polskiej Akademii Umiejętności (1946–1951), przewodniczący Towarzystwa Kultury Moralnej (1946), przewodniczący Rady Naukowej Towarzystwa Naukowego Organizacji i Kierownictwa (1957–1968), przewodniczący Międzynarodowego Instytutu Filozoficznego (1960–1963), członek honorowy Towarzystwa Naukowego Płockiego.
Członek Towarzystwa Wiedzy Powszechnej (1956), wiceprzewodniczący Ogólnopolskiego Komitetu Frontu Jedności Narodu (1958–1968), Budowniczy Polski Ludowej.
Nauczyciel akademicki, wykształcił szereg filozofów kontynuujących tradycje szkoły lwowsko-warszawskiej. Wśród jego uczniów był m.in. Alfred Tarski.

## Życiorys

### Początki
Tadeusz Kotarbiński urodził się 31 marca 1886 r. w Warszawie. Był synem Miłosza Kotarbińskiego – malarza i Ewy Koskowskiej – pianistki. Jego stryjem był Józef Kotarbiński. Uczęszczał do V Gimnazjum Rządowego (filologicznego rosyjskojęzycznego), którego nie ukończył, gdyż tuż przed maturą, został relegowany za udział w strajku szkolnym w 1905 r. Jako nastolatek porzucił światopogląd religijny, uznając go za ułudę, i już do końca życia pozostał ateistą. Studia rozpoczął jako wolny słuchacz w Uniwersytecie Jagiellońskim, uczęszczając na wykłady z matematyki i fizyki. W tym czasie mieszkał na stancji w domu państwa Malinowskich, gdzie poznał Bronisława Malinowskiego, Leona Chwistka i Stanisława Ignacego Witkiewicza. Maturę uzyskał rok później w prywatnym polskim Gimnazjum gen. Pawła Chrzanowskiego. Następnie podjął studia na Politechnikach we Lwowie i Darmstadt (architekturę 1906–1907). Podczas pobytu Kotarbińskiego za granicą pojawiły się wątpliwości związane z ważnością jego świadectwa maturalnego uzyskanego w prywatnej polskiej szkole. Państwową maturę, wymaganą przez władze zaborcze, uzyskał eksternistycznie w 1907 r. w rosyjskim rządowym gimnazjum filologicznym w Parnawie (Estonia).

### Studia we Lwowie
Następnie wrócił do Lwowa i rozpoczął studia z zakresu filozofii i filologii klasycznej w Uniwersytecie Lwowskim, słuchał też wykładów z logiki i psychologii. Studia ukończył w 1912 r., uzyskując doktorat pod kierunkiem prof. Kazimierza Twardowskiego na podstawie pracy Utylitaryzm w etyce Milla i Spencera. Jego wykładowcami byli także m.in. Jan Łukasiewicz, Stanisław Witkowski i Władysław Witwicki. Czas spędzony na studiach wspominał między innymi w swoim dziele Sprawność i błąd, wydanym po raz pierwszy w 1956 roku, którego celem było określenie właściwej metodyki pracy umysłowej nauczycieli:

Jako student słuchałem nieraz dzielnych wykładowców. Wyróżniał się spośród nich profesor August Witkowski, którego każdy wykład – a prowadził kurs fizyki doświadczalnej – stanowił całość równie piękną, jak najlepiej zbudowany utwór tak zwanej literatury pięknej. Mówię „tak zwanej”, ponieważ nie jej tylko w dziedzinie piśmiennictwa i mównictwa ta nazwa przystoi. Czyż nie należy do znamion dobrej roboty nauczyciela, jeśli umie on uczynić z jednostki wykładowej całość o pięknej budowie? Wszak to pociąga i zjednywa.

W 1912 roku wstąpił w związek małżeński z ewangeliczką reformowaną Wandą Magdaleną Baum (1887–1946), z którą miał dwóch synów – Adama (1914–2010), później znanego architekta i Kazimierza (1919–1938).

### Nauczyciel i działacz społeczny
Po studiach rozpoczął pracę jako nauczyciel języków klasycznych w Gimnazjum Mikołaja Reja w Warszawie. Zanim jednak to nastąpiło, Kotarbiński musiał zdać ponownie egzamin z zakresu gimnazjum, gdyż doktorat filozofii uzyskany we Lwowie, jako zagraniczny nie został uznany w zaborze rosyjskim, a świadectwo maturalne uzyskane w Parnawie, które dawało pewne uprawnienia nauczycielskie uległo po 5 latach przedawnieniu. Od 1918 roku zastępca wykładowcy, a następnie mianowany 1 kwietnia 1919 roku profesorem nadzwyczajnym filozofii na Uniwersytecie Warszawskim. Od 1 kwietnia 1929 roku profesor zwyczajny. W roku akademickim 1929/30 dziekan Wydziału Humanistycznego UW.
W dwudziestoleciu międzywojennym zaangażowany w sprawy społeczne, występował m.in. przeciwko antysemityzmowi, nacjonalizmowi oraz klerykalizmowi. Pisał głównie w miesięczniku „Racjonalista”, organie Polskiego Związku Myśli Wolnej. W trakcie prześladowań studentów pochodzenia żydowskiego na polskich uczelniach, kiedy organizacje prawicowe próbowały wyznaczać osobne sektory na salach wykładowych dla studentów nie-Polaków solidarnie dołączył do ich protestu, w ramach którego swoje wykłady prowadził na stojąco. Był przeciwnikiem wprowadzonemu na Uniwersytecie Warszawskim w roku akademickim 1937/1938 gettu ławkowemu. W swojej działalności zbliżony do lewicy socjalistycznej był członkiem Związku Nauczycielstwa Polskiego będąc w latach 1937–1939 prezesem Sekcji Szkół Wyższych.

### Działalność w czasie II wojny światowej
W czasie okupacji brał udział w tajnym nauczaniu Uniwersytetu Warszawskiego. W 1943 roku jego nazwisko pojawiło się na liście wrogów narodu polskiego stworzonej przez prawicowe organizacje podziemne. Ze względów bezpieczeństwa wyjechał z Warszawy i przebywał kilka miesięcy w Krężnicy Okrągłej koło Lublina, w majątkach Zofii Kuźnickiej i Zofii Klarnerowej. Tam rozpoczął pisać Traktat o dobrej robocie. Powrócił do Warszawy i kontynuował pracę na Uniwersytecie podziemnym. Na przełomie 1943/1944 roku zachorował na awitaminozę i w wyniku ropnych komplikacji musiał poddać się operacji. Do momentu wybuchu powstania warszawskiego przebywał na Starym Mieście, w swoim domu na ul. Brzozowej 13. Tam też odbywały się przez jakiś czas zebrania szkolne i naukowe. W trakcie powstania dom wraz z notatkami i rozpoczętymi pracami uległ zniszczeniu. Wśród nich było m.in. przetłumaczone i opatrzone komentarzem dzieło Francisa Bacona, Novum Organum, a także słownik filozoficzny rozpoczęty we współpracy z innymi autorami. Zniszczeniu uległy także maszynopisy monografii pt. Prakseologia ogólna, które zrekonstruowane i poszerzone o nowe treści zostały wydane w 1955 roku pt. Traktat o dobrej robocie. Po powstaniu wysiedlony, przeniósł się najpierw do Gorzkowic, potem do Radomia, gdzie prowadził konspiracyjny kurs filozofii wspólnie z Januszem Chmielewskim. 29 grudnia 1945 jako poseł bezpartyjny został dokooptowany do Krajowej Rady Narodowej.
Dnia 4 października 1946 r. zmarła pierwsza żona profesora, Wanda z Baumów, została pochowana na cmentarzu ewangelicko-reformowanym w Łodzi. 20 października 1947 r. Kotarbiński wstąpił w związek małżeński z Janiną Kamińską, dr filozofii, profesor Uniwersytetu Łódzkiego.

### Organizator życia akademickiego PRL
Po zakończeniu II wojny światowej przeniósł się do Łodzi, gdzie współorganizował nowo utworzony Uniwersytet Łódzki, którego został pierwszym rektorem. Był nim w okresie od 3 lipca 1945 r. do 31 sierpnia 1949 r. Jednocześnie prowadził wykłady i kierował katedrą filozofii na Uniwersytecie Warszawskim. Po kilku latach pracy w Łodzi wrócił na stałe do Warszawy i był z tamtejszym Uniwersytetem związany do emerytury w 1961 r. Od 1951 r. kierował także tamtejszą katedrą logiki. W 1956 wybrany przez Senat UW na rektora, tej funkcji jednak nie przyjął.
Prezes Polskiej Akademii Nauk w latach 1957–1962. Członek wielu towarzystw naukowych, polskich i zagranicznych, m.in. członek zagraniczny: British Academy, francuskiej Académie de Philosophie de Sciences, Akademii Nauk ZSRR, Bułgarskiej Akademii Nauk, Mongolskiej Akademii Nauk, Serbskiej Akademii Nauk i Sztuk, Fińskiego Towarzystwa Naukowego oraz przewodniczący Polskiego Towarzystwa Filozoficznego i prezes Institut International de Philosophie w latach 1960–1963.
Odznaczony m.in. Orderem Budowniczych Polski Ludowej (1959) oraz Krzyżem Wielkim (1962), Krzyżem Komandorskim z Gwiazdą (1954) i Krzyżem Oficerskim (1946) Orderu Odrodzenia Polski. W 1965 otrzymał Komandorię francuskiej Legii Honorowej. W latach 1958–1968 wiceprzewodniczący Ogólnopolskiego Komitetu Frontu Jedności Narodu. W 1972 otrzymał nagrodę państwową I stopnia, a w 1979 nagrodę państwową specjalną.
Był członkiem Stowarzyszenia Mieszkaniowego Spółdzielczego Profesorów UW, mieszkał w domu stowarzyszenia przy ul. Brzozowej 12, a po wojnie – na Sewerynowie.
Zmarł 3 października 1981 roku w Warszawie. Został pochowany z honorami 8 października 1981 na Powązkach Wojskowych w Warszawie (kwatera B32-tuje-4). W pogrzebie wzięli udział przedstawiciele ówczesnych władz, w tym przewodniczący Rady Państwa PRL prof. Henryk Jabłoński, zastępca przewodniczącego Rady Państwa prof. Kazimierz Secomski, wicepremier Mieczysław Rakowski, minister nauki, szkolnictwa wyższego i techniki Jerzy Nawrocki oraz kierownik Wydziału Nauki i Oświaty KC PZPR Eugeniusz Duraczyński.

### Uczniowie
Wśród jego uczniów można wymienić takich filozofów jak: Alfred Tarski, Maria i Stanisław Ossowscy, Leszek Kołakowski, Klemens Szaniawski, Jarosław Rudniański, Jerzy Pelc, Andrzej Grzegorczyk, Henryk Hiż i Tadeusz Wójcik, Wojciech Gasparski oraz ekonomistę Witolda Kieżuna.

### Dorobek naukowy i literacki
Tadeusz Kotarbiński był twórcą reizmu – materialistycznej (przy czym termin fizykalizm uznaje się tu czasem za bardziej precyzyjny) koncepcji filozoficznej, pionierem i współtwórcą ogólnej teorii sprawnego działania, zwanej prakseologią oraz autorem etycznej koncepcji opiekuna spolegliwego. Jeden z najbardziej znanych polskich filozofów analitycznych. Międzynarodową pozycję zawdzięczał swoim oryginalnym koncepcjom: systemowi filozoficznemu zwanemu konkretyzmem – rodzajowi materialistycznego monizmu mającemu swoje źródła w semantycznych analizach pojęć filozoficznych; i prakseologii – nowej dziedzinie nauki będącej teorią sprawnego działania. Dodatkowo, w Polsce, rozgłos uzyskał dzięki oryginalnej kontynuacji Twardowskiego zasad ścisłego myślenia oraz aktywnej działalności społecznej i wrażliwości na wszelkie przejawy społecznej niesprawiedliwości. Był on filozofem na starożytną modłę, z jednej strony tworzył i propagował teorie filozoficzne, z drugiej był przykładem godziwego życia.
W jego dorobku odnaleźć można utwory poetyckie. Wydał trzy zbiory poezji: Wesołe smutki, Rytmy i rymy, Wiązanki. Był także autorem licznych aforyzmów i sentencji. Biblioteka Narodowa przechowuje korespondencję Tadeusza Kotarbińskiego z profesorami, Stefanią Skwarczyńską, Zbigniewem Raszewskim, Janem Szczepańskim, Stefanem Żółkiewskim oraz inne materiały dokumentujące jego działalność uniwersytecką.

## Metoda analityczna zastosowana do rozwiązywania problemów filozoficznych

### Czym jest filozofia?
Filozofię pojmował kolektywnie, jako zbiór dyscyplin obejmujący: historię filozofii, psychologię, estetykę, etykę, metafizykę, teorię poznania, logikę i metodologię nauk, jak również rozmaite filozofie szczegółowe (np. poszczególnych nauk, państwa, prawa, religii). Początkowo występuje on przeciwko stosowaniu terminów „filozofia” i „filozoficzny”. Racje po temu były następujące. Terminy te są wieloznaczne; nie istnieje jedna filozofia, o czym pouczają nas dzieje filozofii; w filozofii, tak jak w naukach szczegółowych, niezbędna jest specjalizacja, pociągająca za sobą fakt, że gdy ktoś rzetelnie zajmuje się np. teorią poznania, brak czasu uniemożliwia mu, równie rzetelne, zajmowanie się, innymi dyscyplinami filozoficznymi. Jeśli ktoś chce zajmować się wszystkimi dyscyplinami filozoficznymi naraża się na zarzut niekompetencji. Ponadto poszczególnym dyscyplinom filozoficznym bliżej do rozmaitych nauk szczegółowych niż do siebie samych. Psychologii, przykładowo, bliżej do biologii niż do jakiejkolwiek dyscypliny filozoficznej, podobnie sprawy mają się z logiką, której bliżej do matematyki, czy etyce, której bliżej do socjologii czy teorii prawa.
Postulował zatem Kotarbiński, by mówić o logice, etyce, estetyce, teorii poznania itd. zamiast o filozofii. Projekt ten nie przyjął się i, z biegiem czasu, sam Kotarbiński, przestał przy nim obstawać, traktując filozofię jako konglomerat dyscyplin, z rozmaitymi koncepcjami filozofii. Tych ostatnich wyróżnił cztery: filozofię jako pogląd na świat, filozofię jako konstrukcję ideału, filozofię jako drogę do samopoznania i filozofię jako krytykę wiedzy. Najbliższe było mu to ostatnie podejście, nastawione na logikę i teorię poznania. Mimo skłonności w stronę logiki, nigdy nie zakładał stworzenia filozoficznego systemu o takim samym stopniu ścisłości jak systemy formalno-logiczne.
Postulat jasnego myślenia wraz z pochwałą zdrowego rozsądku, oto przewodnie idee jego filozofowania. Nie była dla Kotarbińskiego filozofia dziedziną pseudoproblemów, z dezaprobatą odnosił się jedynie do większości rozwiązań proponowanych przez rozmaite teorie filozoficzne. Swoją działalność filozoficzną rozpoczyna od, wprowadzonego w czyn, postulatu wyjaśniania znaczeń terminów używanych w filozofii. Główne bowiem usterki – pisał – a zarazem przyczyny przewlekłych sporów, np. w teorii poznania, ontologii, ogólnej teorii wartości itd., nie polegają na defektach obserwacji czy eksperymentu ani na stosowaniu wadliwych form wnioskowania, lecz sprowadzają się przede wszystkim do praktyki myślenia – a przeto i mówienia – w sposób mętny (zob. Sprawa Sokala). Do końca życia pozostaje wierny postulatowi odróżniania poprawnie postawionych problemów filozoficznych, od filozofowania nieodpowiedzialnego.

#### Reforma filozofii – konkretyzm i jego fazy
Początkowo chciał jedynie uprawiać filozofię jako program intelektualnej reformy niepoprawnego myślenia o poważnych problemach. Z tych drobiazgowych analiz z biegiem czasu wyłoniła się doktryna, która przekształciła się w filozoficzny system, pierwotnie nazwany reizmem (łac. res – rzecz), następnie realizmem radykalnym, pansomatyzmem (gr. soma – ciało, pansomatyzm – każdy przedmiot jest ciałem) i konkretyzmem (uznanie istnienia wyłącznie przedmiotów indywidualnych, konkretów). Jest to koncepcja zarówno semantyczna (dotycząca języka), jak i ontologiczna (dotycząca tego, co istnieje). Jej podstawowym celem było uwalnianie filozofii (ale i innych dyscyplin naukowych) od nazw pozornych, czyli takich, które nie posiadają realnie istniejących (tj. znajdujących się w konkretnym czasie i w konkretnej przestrzeni) desygnatów. Najogólniej rzecz biorąc reizm to teoria ontologiczna sprzeciwiająca się istnieniu jakichkolwiek przedmiotów ogólnych – istnieją tylko rzeczy. Ujmując to od strony semantycznej, wyrażenia, które nie odnoszą się do konkretnych przedmiotów, nie są nazwami, lecz pseudonazwami, lub nazwami pozornymi czy onomatoidami.
Faza pierwsza – swój redukcjonizm rozpoczyna Kotarbiński od wątpliwości w odniesieniu do cech. Mówi się, że cechy przysługują rzeczom. Co znaczy to sformułowanie? Weźmy za przykład zdania: (a) „Białość jest cechą śniegu” czy (b) „Wspaniałomyślność jest cechą ludzi szlachetnych”. Co faktycznie mówimy, wygłaszając te twierdzenia? Czy stwierdzamy zachodzenie określonego stosunku pomiędzy przedmiotami: białością i śniegiem oraz wspaniałomyślnością i ludźmi szlachetnymi? Czy też może sprawy mają się inaczej, jest to li tylko przenośny, skrótowo-zastępczy sposób mówienia? Kotarbiński odpowiada, że zastępczo wyrażamy w ten sposób (a i b) twierdzenia: (a¹) „Śnieg jest biały” i (b²) „Ludzie szlachetni są wspaniałomyślni”. Mówienie o cechach okazuje się zatem przenośnym mówieniem o rzeczach.
Wypowiadamy zdania (a i b) gramatycznie poprawne, lecz wyrażenia stojące w podmiotach tych zdań są szczególnego rodzaju, są to rzeczowniki utworzone z przymiotników. Pojawia się pytanie, czy z faktu, że możemy tworzyć takie abstrakcyjne rzeczowniki z przymiotników, wnioskować możemy, że istnieją takie przedmioty jak białość czy wspaniałomyślność? Czy nazwy owych cech oznaczają realnie istniejące przedmioty? Rola tych nazw sprowadza się jedynie do występowania w wypowiedziach zastępczych, możemy je zastąpić zdaniami typu a¹ oraz b¹ i bez uszczerbku dla świata można z nich zrezygnować. Jest to pierwsza faza budowania przez niego systemu, z biegiem czasu nazwana pierwszą fazą konkretyzmu.
Faza druga to pytanie o ontologiczny status stosunków (relacji), stanów rzeczy (faktów statycznych) i zdarzeń (faktów kinetycznych). Przyjrzyjmy się następującym zdaniom: (c) „Jan pozostaje względem Piotra w stosunku starszeństwa” (d) „W pudełku znajdują się kredki” (e) „Jan odbył podróż z Warszawy do Krakowa”. Przy ich pomocy, w formie zastępczej, wyrażamy: (c¹) „Jan jest starszy od Piotra”, pozbywając się tym samym nazwy relacji, a tym samym (domniemanego) istnienia pewnego (domniemanego) przedmiotu; (d¹) znajdowanie się kredek w pudełku, czyli stan rzeczy, jest to jednak tylko bardziej zawiła forma powiedzenia „W pudełku są kredki”, w którym pozbywamy się nazwy stanu rzeczy, czyli (domniemanego) istnienia pewnego (domniemanego) przedmiotu; oraz (e¹) „Jan przyjechał z Warszawy do Krakowa”, gdzie udało się pozbyć nazwy faktu (zdarzenia) a tym samym (domniemanego) istnienia pewnego (domniemanego) przedmiotu.
W związku z powyższymi ustaleniami, fundamentalną tezę reizmu wyrazić można w następujący sposób: jedynie nazwy rzeczy występować mogą jako podmioty lub orzeczniki w zdaniach o strukturze podmiotowo-orzecznikowej, w których łącznik „jest” występuje w swoim podstawowym (egzystencjalnym) znaczeniu. Mimo tego, że możemy tworzyć takie abstrakcyjne rzeczowniki z przymiotników (przykłady a, b, c), oraz używać nazw stanów rzeczy czy zdarzeń (przykłady d, e) nie istnieją powody, dla których powinniśmy traktować je na równi z rzeczownikami mającymi odniesienia (desygnaty) i będącymi autentycznymi nazwami, jak np. „stół” czy „wszechświat”. Z faktu, że istnieją rzeczowniki pierwszego rodzaju, nie powinniśmy wnioskować o istnieniu tego rodzaju bytów. Reizm głosi zatem, że pseudoprzedmioty nie istnieją ani w świecie konkretnych rzeczy, ani w żadnym innym sensie.
Trzecia faza konkretyzmu to analiza problemu istnienia przedmiotów idealnych. Przeciwko nim wysuwa Kotarbiński następujące argumenty, korzystając z ontologii Leśniewskiego. Przedmioty idealne są wewnętrznie sprzeczne i tym samym nie mogą istnieć. Dlaczego? Otóż powszechnik jest to taki przedmiot, który posiada tylko cechy wspólne mnogości danych przedmiotów – np. koń w ogóle posiada tylko cechy wspólne wszystkim konkretnym koniom. Każdy zaś konkretny przedmiot posiada jakąś cechę swoistą, której powszechnik posiadać nie może. Również nie może posiadać negacji tej cechy, a tym samym gwałci to jedno z podstawowych praw logiki, prawo wyłączonego środka, zgodnie z którym dla dowolnego przedmiotu jest prawdą, że albo posiada jakąś cechę, albo posiada jej negację. Np. konkretny koń jest albo kary, albo nie-kary. Zaś koń w ogóle nie jest ani kary, ani nie-kary. Drugi argument Kotarbińskiego przedstawia się tak: Nie mamy żadnych powodów, by twierdzić, że powszechniki istnieją – ciężar argumentacji na rzecz ich istnienia spada na tych, którzy się za nimi opowiadają.
Czwartą fazę stanowi realizm radykalny, którego podstawową tezę wyrazić można tak: konkretyzm próbuje obejść się z obrazami immanentnymi tak, jak się obszedł był z cechami, stosunkami, stanami rzeczy, zdarzeniami i powszechnikami: ilekroć mowa z pozoru o nich, naprawdę mowa jest o rzeczach. Rozpowszechnionym jest przypuszczenie, że gdy sobie coś przypominamy, np. wczorajszy poranek, lub o czymś śnimy, np. że w słoneczny dzień płyniemy łódką po jeziorze, powstają tym samym przedmioty, które nazywa się „obrazami wewnętrznymi”. Zdaje się również, że o tych obrazach wypowiadać można zdania prawdziwe np. że słońce świeciło bardzo intensywnie, łódka była koloru brązowego itp. Pojawia się tu pytanie, gdzie owe obrazy miałyby się znajdować? W głowie, czy gdzieś na zewnątrz? W jakiejś części mózgu? W komórkach nerwowych? Jeśli na zewnątrz doznającego podmiotu, to gdzie? Obraz immanentny nie jest bryłą, w związku z tym owego „w” nie można rozumieć przestrzennie. Inna trudność, jaka się tu pojawia to pytanie, czy w tym samym sensie brązowa była oglądana łódka i jej obraz? Tak naprawdę tzw. obrazy immanentne to nic innego niż opisy rozmaitych rzeczy z różnych miejsc i czasów, na które reagujemy podczas marzenia sennego czy jakiegoś wspomnienia.
Podsumowując, zasadniczą myśl reizmu wyrazić można za pomocą następujących dwóch tez: (I) Wszelki przedmiot jest rzeczą (II) Żaden przedmiot nie jest stanem lub stosunkiem, lub cechą. Zwrócono Kotarbińskiemu uwagę, że Brentano, w późnym okresie swojej twórczości obstawał przy pewnej, dualistycznej, wersji reizmu. Dla Brentany rzeczy dzielą się na res extensae (ciała) i res cogitantes (dusze), wedle Kotarbińskiego taki podział nie jest uzasadniony. Bowiem z faktu, że istnieją dwie nazwy „dusza” i „ciało” nie musi wynikać, że różnica w znaczeniu tych dwóch nazw pociąga za sobą różnicę co do ich zakresów. Res cogitans potraktować należy jako rzecz, tym tylko różniącą się od innych rzeczy, że jest to rzecz, która doznaje, czuje, myśli itp. Mówiąc krótko: każda dusza jest ciałem. Jest to piąta faza konkretyzmu – pansomatyzm – utożsamiająca doznające podmioty z ciałami. Jej podstawową tezę przedstawić można następująco: (Ia) Wszelki przedmiot jest ciałem.
W międzyczasie Ajdukiewicz zauważył, że tezy te pociągają za sobą trudności natury interpretacyjnej. Jak rozumieć sformułowanie, że wszelki przedmiot jest rzeczą? Teza ta, z punktu widzenia reisty, jest zdaniem sensownym, zawiera bowiem tylko nazwy rzetelne, ale jest również tautologią, w jej orzeczniku nie ma niczego innego, niż to, co zawarte jest w podmiocie, nie ma zatem żadnego faktualnego znaczenia. „Każde A jest B” – pisał Ajdukiewicz – znaczy bowiem „przy wszelkim x, jeżeli x jest A, to x jest B, i pewne x jest A”. Zatem teza reizmu rzeczowego przyjmuje postać: „przy wszelkim x, jeżeli x jest przedmiotem, to x jest rzeczą, i pewne x jest przedmiotem”. Truizmem jest bowiem, że pewne x jest przedmiotem. Jak rozumieć tezę drugą, że żaden przedmiot nie jest stanem lub stosunkiem, lub cechą? W reistycznej terminologii trzy ostatnie nazwy powyższej tezy są nazwami pozornymi. W związku z tym, jeśli rozumieć tę tezę dosłownie, to jest ona pozbawiona sensu w reistycznym języku, bowiem w orzeczniku nie występują żadne nazwy rzeczy. Jeśli zaś rozumieć ją w sensie przenośnym (skrótowo-zastępczym) to jest ona jawnie fałszywa, ponieważ np. sformułowanie „cecha nie istnieje” jako równoznaczne ze sformułowaniem „żadna rzecz nie jest jakaś”. Obrona przed zarzutami Ajdukiewicza (względem tez I i II) to następne, szósta i siódma, fazy konkretyzmu.
Szósta faza konkretyzmu to obrona tezy (II) – Żaden przedmiot nie jest stanem lub stosunkiem, lub cechą. Nie jest ona negacją zdania o następującej postaci: „Pewien przedmiot jest stanem lub stosunkiem, lub cechą”, którego reista nie może wypowiedzieć bez uznania istnienia stanów, stosunków i cech i bez jednoczesnego popadnięcia w sprzeczność z podstawowymi założeniami swojej doktryny. Wyrażając się w sposób skrótowo-zastępczy, reista ma jedynie na myśli bezsensowność zdania „Pewien przedmiot jest stanem lub stosunkiem, lub cechą”, nie twierdząc, że to ostatnie zdanie jest fałszem.
Konieczność znalezienia jakiejś innej definicji nazwy „rzecz” to faza siódma konkretyzmu. Pansomatyzm tezę (I) przeformułowuje następująco: (Ia) Każdy przedmiot jest ciałem. Termin „rzecz” równoważny jest terminowi „ciało” a ten ostatni „przedmiotowi fizycznemu, postrzeganemu zmysłami, umiejscowionemu gdzieś w czasie i w przestrzeni”. To ostatnie sformułowanie wyrażone jest wyłącznie w terminach ontologicznych (tu: fizykalnych) dostarcza nowych informacji na temat świata, nie jest zatem tautologią. Rzeczowników „czas” i „przestrzeń”, jako nazw pozornych, pozbyć się można w następujący sposób, zamiast „umiejscowiony w czasie” powiedzieć: „będący kiedyś”, zaś w miejsce „umiejscowiony w przestrzeni” dać: „będący gdzieś”.
Ostatnia, ósma faza konkretyzmu, to praca nad trzema problemami: (1) Która z tez, ontologiczna czy semantyczna, jest w konkretyzmie główna?; (2) Czy teorię mnogości można interpretować mereologicznie? (Czyli: czy na zbiory spojrzeć można jako na całości składające się z określonych elementów?); (3) Jakim rodzajem materializmu jest konkretyzm? (Chodzi tu o stosunek konkretyzmu do materializmu dialektycznego). Problem pierwszy, przyznając prymat ujęciu semantycznemu, rozwiązywał Kotarbiński tak. Dyrektywę reizmu można będzie wtedy ująć jak następuje: starajmy się o to, by każdą wypowiedź umieć sprowadzić do formy niezawierającej innych imion, oprócz imion konkretnych. Jest to zatem postulat eliminowania z wypowiedzi wszelkich nazw pozornych. Pomimo pojawiających się trudności natury logicznej (faza szósta i siódma) konkretyzm nigdy nie zarzucił chęci bycia teorią ontologiczną – poznajemy tylko ciała, tylko one są bodźcami dla naszych wrażeń, poznanie to reakcja na zewnętrzny bodziec (ciało) będące jego przedmiotem. Kotarbiński w pełni był świadom, że konkretyzm nie jest gotową teorią, jest to raczej program, któremu przyświeca jedna, uniwersalna idea, uwalniania wszelkich wypowiedzi od nazw pozornych.
Problem drugi to trudności zgłoszone przez matematyków, dotyczące teorii zbiorów. Kotarbiński, dążąc do spójnego materialistycznego monizmu, teorią swoją objąć musiał wszystkie dziedziny rzeczywistości i poddać je konkretystycznej interpretacji. Matematycy obstają, że istnieją klasy (zbiory), a pośród nich klasa pusta i nie mogą one być zinterpretowane jako ciała. Gdyby przekonująco udało się uzasadnić, że klasy są niczym więcej niż konkretami składającymi się ze swych elementów, w takim samym sensie jak biblioteka składa się z konkretnych książek, można by uznać klasy za rzeczy, a teorię mnogości za układ twierdzeń o ciałach. Sam Kotarbiński stwierdził jednak, że problem eliminacji klas w ich znaczeniu niemerologicznym pozostaje nadal problemem dla konkretyzmu.
Jeśli idzie o problem trzeci, to z całą pewnością konkretyzm jest ontologią materialistyczną. Jest to radykalny monizm materialistyczny niedopuszczający żadnego istnienia w formie niesamoistnej – wszystko, co istnieje, jest ciałem. Można go również nazwać „materializmem semantycznym”, bo do postawy konkretystycznej doszedł głównie drogą analiz językowych. O pansomatyzmie mówi się, że jest „materializmem bez materii i przedmiotów materialnych”. Chodzi tu o to, że nazwy „materia” i „przedmiot materialny” są w języku reistycznym zbędne bowiem do zdania „Każdy przedmiot jest ciałem” nie dodają żadnej nowej informacji.
We wczesnych latach 50. ubiegłego stulecia pansomatyzm zaatakowany został przez ortodoksyjny marksizm. Punktem wyjścia „krytyki” była następująca przesłanka: filozofia Kotarbińskiego przesiąknięta jest semantyką, zaś ta ostatnia stanowi centrum zainteresowania reakcyjnych, zachodnich filozofów, a w związku z tym konkretyzm jest doktryną bezwartościową. Bardziej konkretne zarzuty przedstawiają się następująco:
1. jest to materializm mechanicystyczny, nie uwzględnia praw dialektyki i jako taki przeciwstawny jest dynamicznej i żywej formie współczesnego materializmu, reprezentowanego przez materializm dialektyczny
2. ze względu na swoją semantyczną szatę oraz hipotetyczne formułowanie podstawowych tez ontologicznych ma on konwencjonalny i subiektywny charakter, w przeciwieństwie do obiektywnych i nieobalalnych tez materializmu dialektycznego; c) jest, w przeciwieństwie do materializmu dialektycznego, eklektyczny.

### Kotarbiński a marksizm
Kotarbiński utrzymywał, że tym, co najbardziej dzieli go od marksistów, jest stosunek do zasady sprzeczności. Uznawał, że oni ją wyraźnie ignorowali, bowiem dialektyka ma jakoby polegać na syntezie sprzeczności, on zaś uważał, że rezygnacja z obowiązywania zasady sprzeczności to rezygnacja z uprawiania nauki, bowiem, jakoby jednoczesna akceptacja zdania i jego zaprzeczenia prowadzi do uznania dowolnego zdania (Ex contradictione sequitur quodlibet). Konkretystyczna koncepcja rzeczywistości to splot ciągle ulegających zmianom ciał. Nie ma w tym świecie żadnych zmian, które są zdarzeniami (mogą być potraktowane jako przedmioty), lecz istnieją konkretne zmieniające się przedmioty.
Kotarbiński nie był do marksizmu nastawiony wrogo, widząc w nim cechy pozytywne, dialektykę traktując jako konturowy zarys ogólnej teorii zmian niemniej jednak całość filozofii marksistowskiej, w jej wersjach z lat 50. uważał za niezbyt intelektualnie wyrafinowaną. Reizm może być interpretowany ewolucjonistycznie, z tą istotną różnicą względem materializmu dialektycznego, że gdy ten drugi przyjmował, że materia żywa z nieżywej i świadoma z nieświadomej powstały skokowo, to dla konkretyzmu było to powstawanie ciągłe.

## Klasyfikacja rozumowań
Typowo polską specjalnością jest zagadnienie klasyfikacji rozumowań – zainicjowane i opracowywane głównie przez Łukasiewicza, Kotarbińskiego, Czeżowskiego i Ajdukiewicza – podejmowane przede wszystkim w polskim piśmiennictwie logiczno-filozoficznym.
Ujęcie Kotarbińskiego jest bardzo bogatym rozwinięciem klasyfikacji Łukasiewicza. Zachowując wszystkie racje podziału Łukasiewicza, przyjmuje taki sam podział rozumowań (dedukcyjne-redukcyjne) i ich odmian (wnioskowanie, sprawdzanie, tłumaczenie, dowodzenie)

### Rozumowanie
Według Kotarbińskiego, termin rozumowanie funkcjonuje w kilku zawężających się znaczeniach, z których najważniejsze to:
1. rozumowanie w najszerszym znaczeniu to tyle, co praca umysłowa;
2. rozumowanie w węższym znaczeniu (przeciwstawiane obserwowaniu i doświadczeniu) to tyle, co odbywanie rozmaitych czynności umysłowych z wyłączeniem obserwowania i doświadczenia;
3. po następnym zawężeniu znaczenia, rozumowanie to tyle, co przechodzenie od jednych sądów (resp. przeżywanie myśli) wypowiadanych (w całości lub tylko częściowo) w konstrukcjach zdaniowych do drugich sądów
4. po jeszcze jednym zawężeniu znaczenia rozumowanie to dobieranie racji do następstwa lub następstwa do racji.

Rozumowanie dla Kotarbińskiego to dobieranie racji do następstwa lub następstwa do racji, dokonywane nie na przeżyciach, lecz na zdaniach. Terminy „racja” i „następstwo” rozumie w sposób następujący: ... myśl A jest racją dla myśli B, myśl B jest następstwem dla myśli A, zawsze i tylko, jeżeli myśl B wynika z myśli A w sensie inferencyjnym.
Kotarbiński zauważa, że następstwo w sensie logicznym, jako to, co inferencyjnie wynika z racji, nie może być utożsamiane z takimi jeszcze możliwymi sposobami jego rozumienia jak:
1. następnik w sensie czasowym;
2. następnik w znaczeniu przyczynowym (skutek);
3. następnik w procesie myśli, rozumiany jako to, co zostało pomyślane później pod wpływem myśli wcześniejszych.

Wynikanie w sensie inferencyjnym definiuje następująco: ... zdanie N wynika inferencyjne ze zdania M zawsze i tylko, jeżeli N daje się otrzymać z M w drodze dozwolonych przekształceń.

Kotarbiński zauważa, że słowo wynika funkcjonuje w co najmniej trzech znaczeniach:
1. pozalogicznym – wynikanie to tyle, co skutek jakiejś przyczyny („Ze wzajemnej niechęci małżonków wynikło dążenie do rozwodu”).
2. logicznym: wynikanie w sensie implikacyjnym – z p wynika q, czyli, jeżeli p to q, czyli, nie dopuszcza się, aby było p bez q, inaczej to wyrażając, zachodzi przynajmniej jedno z dwojga: negacja pierwszego lub drugie; wynikanie w sensie inferencyjnym – z p wynika q, czyli zdanie q można otrzymać ze zdania (lub zespołu zdań) p, przy użyciu takich sposobów przekształcania, które zastosowane do zdania prawdziwego (zespołu zdań prawdziwych) p, dadzą w rezultacie zawsze zdanie prawdziwe q.

### Podział rozumowań
Rozumowania, najogólniej rzecz biorąc, dzieli Kotarbiński na rozumowania udane i nieudane, udane to takie, które trafnie dobierają rację do następstwa lub następstwo do racji, zaś nieudane to takie, które nietrafnie dobierają rację do następstwa lub następstwo do racji. Idąc śladami Sigwarta i Łukasiewicza rozumowania dzieli na dedukcyjne i redukcyjne, z których pierwsze przebiegają w kierunku od racji do następstwa a drugie od następstwa do racji. Dedukcyjne dzieli na wnioskowanie (dobieranie następstwa do racji uprzednio uznanej za prawdziwą) i sprawdzanie (dobieranie do racji następstwa uprzednio uznanego za prawdziwe), a redukcyjne na tłumaczenie (dobieranie racji do następstwa uprzednio uznanego za prawdziwe) i dowodzenie (dobieranie do następstwa racji uprzednio uznanej za prawdziwą).

#### Wnioskowanie
Celem dokładniejszego wyjaśnienia znaczenia pojęcia wnioskowanie należy posłużyć się pojęciami „wynikania w sensie inferencyjnym” i „dyrektywy”. O tym pierwszym mówimy wtedy, przypomnijmy, gdy ze zdania M wynika inferencyjnie zdanie N, wtw., gdy N daje się otrzymać z M na drodze dozwolonych przekształceń. Owe dozwolone przekształcenia ustala się przez przyjęcie odpowiednich reguł przekształcania zwanych „dyrektywami”. Zdanie N wynikać może ze zdania M ze względu na jakiś określony układ dyrektyw, a ze względu na jakiś inny układ dyrektywy może nie wynikać. Szczególnie ważne są w takich przypadkach dyrektywy wiedzotwórcze, czyli takie, które od zdania prawdziwego prowadzą wyłącznie do zdania prawdziwego. Inaczej to wyrażając, jeśli zdanie M jest zdaniem prawdziwym, to otrzymanie z niego zdanie N, ze względu na dyrektywy wiedzotwórcze również będzie zdaniem prawdziwym. W związku z tym zauważa Kotarbiński, że wyróżnić można następujące cztery rodzaje wnioskowania:
1. – wnioskowanie inferencyjne z użyciem reguł logiki formalnej jako przesłanek i dyrektyw;
2. – wnioskowanie inferencyjne bez użycia reguł logiki formalnej jako przesłanek i dyrektyw;
3. – wnioskowanie inferencyjne utożsamione z dedukcją (w szerszym znaczeniu);
4. – wnioskowanie w najszerszym sensie, wypowiadane w zdaniu warunkowym (implikacyjne).

Wnioskowanie inferencyjne z użyciem reguł logiki formalnej definiuje Kotarbiński następująco:
Wnioskuje tedy w naszym rozumieniu ten, kto dobiera do danego zdania A, uznanego przezeń uprzednio za prawdziwe, takie zdanie B, które ze zdania A daje się otrzymać za pomocą przekształceń, prowadzących od prawdy wyłącznie do prawdy.
Najpospolitszym schematem tego typu wnioskowania jest kombinacja podstawiania – w jakiejś przyjętej za prawdziwą implikacji formalnej wartości stałych za zmienne wyrażające przesłanki – z odrywaniem, tych przesłanek, od otrzymanego zdania, czyli konkluzji. Pozostaje wtedy następnik tej implikacji materialnej jako konkluzja, czyli zdanie wywnioskowane na podstawie przesłanek materialnych (otrzymanych po podstawieniu za zmienne stałych). Konkluzja jest poszukiwanym następstwem, a koniunkcja przesłanek daną na początku racją, z której konkluzja wynika inferencyjnie. Najprostszy schemat tego typu wnioskowania przedstawia prawo modus ponendo ponens:[(p→q)∙p]→q, rację stanowi tu koniunkcja zdań (p→q)∙p zaś następstwo zdanie q. Przykład może być taki: z komina tej chaty idzie dym, ilekroć z komina chaty idzie dym, tylekroć palą tam pod kominem, a zatem, w chacie tej palą pod kominem.
Wnioskowanie inferencyjne bez użycia reguł logiki formalnej jako przesłanek i dyrektyw – w takich przypadkach przesłankami są implikacje formalne mające charakter norm prawnych czy etycznych, a dyrektyw nie da się zbudować według reguł logiki formalnej.
Przykład Kotarbińskiego. Jeśli x ogłosił oszczerczą wiadomość, to x powinien ją sprostować, zatem jeśli redaktor „Opinii Ulicznej” ogłosił oszczerczą wiadomość, to redaktor „Opinii Ulicznej” powinien ją sprostować. Przesłankę (jedną) stanowi tu implikacja formalna z dziedziny przepisów prawnych, a dyrektywę dyrektywa podstawiania, której nie da się zbudować w oparciu o żadne prawo logiki formalnej.
Wnioskowanie inferencyjne utożsamione z dedukcją – w takim przypadku kwestią obojętną jest czy wnioskujący rozpoczyna od podania racji, od której przechodzi do następstwa, czy też nie stwierdza racji, lecz tylko zakłada przynajmniej niektóre jej składniki, a niektóre stwierdza i od nich przechodzi do następstwa. Można to zobrazować następującym przykładem:: Wnioskuję: przypuśćmy, że [przesłanki] [1], 28 dzieli się przez 6 bez reszty; [2], a skoro każda liczba podzielna przez 6 jest podzielna przez 3, [konkluzja, której nie uznajemy!] przeto 28 jest podzielne przez 3.
Wnioskowanie w najszerszym sensie, wypowiadane w zdaniu warunkowym (implikacyjne) – w tym znaczeniu wnioskuje każdy, kto myśli w sposób następujący: jeśli a, to b.
Np. jeśli zaszczepię się przeciwko grypie to nie będę na nią chorował.

Umiejętność wnioskowania można doskonalić w następujące cztery sposoby:
1. wzbogacać zapas przesłanek, czyli zwiększać zasoby wiedzy z rozmaitych dziedzin, łącznie z regułami logiki formalnej;
2. wzbogacić liczbę sposobów przekształceń, czyli zwiększać liczbę dyrektyw;
3. nabywać samowiedzę w zakresie konstrukcji wszelkiego spotkanego wnioskowania, tak cudzego, jak i własnego;
4. doskonalić się w sztuce krytyki metodologicznej wnioskowań dokonanych, celem uzyskania wiedzy w kwestii czy osiągnięta konkluzja rzeczywiście wynika z przyjętych przesłanek na drodze użytych dyrektyw.

#### Sprawdzanie
Sprawdzanie jako dobieranie do racji następstwa uznanego nie jest tożsame z wykazaniem prawdziwości sprawdzanego zdania (racji). Dla sprawdzania nie jest istotne, aby prawdziwość dobranego następstwa była ujawniona przed wyprowadzeniem go z danej racji, niejednokrotnie w charakterze dobieranych następstw występują domysły, które dopiero należy poddać kontroli. W związku z tym stwierdza Kotarbiński, że pojęcie to funkcjonuje w następujących trzech znaczeniach:
1. Sprawdzanie to sam zabieg niezbędny do wykazania prawdziwości następstwa dobranego do sprawdzanej tezy. Przykładowo samo mierzenie temperatury, nazwać można sprawdzaniem tezy, że x jest chory na grypę.
2. Sprawdzanie to pewna całość złożona z rozumowania polegającego na dobraniu do racji następstwa uznanego za prawdziwe wraz z samą procedurą sprawdzenia następstwa. Posługując się tym samym, co w poprzednim punkcie, przykładem: rozumowanie: jeśli x jest chory na grypę, to x ma gorączkę, procedura sprawdzania: pomiar temperatury.
3. Sprawdzanie w podstawowym swym znaczeniu stanowi poszczególny przypadek wnioskowania rozumianego jako dobieranie następstwa do racji, czyli rozumowania dedukcyjnego.

#### Tłumaczenie
Tłumaczenie (wyjaśnianie) jako dobieranie do następstwa uznanego racji jest rozumowaniem redukcyjnym. Ta postać rozumowania występuje najczęściej w naukach empirycznych, gdzie dla opisu znanych faktów domyślić się musimy pewnych tez, praw przyrody, które są ich racjami. Inaczej to wyrażając, prawa przyrody są racjami, które dobieramy do następstw, czyli opisów znanych faktów. Celem właściwego zrozumienia, na czym polega ta postać rozumowania, należy bardzo wyraźnie odróżnić następujące trzy stosunki: 1 naprowadzania na pomysł, 2 wywoływania (przyczyny i skutku), 3 racji do następstwa. Aby to wyjaśnić, posłużmy się przykładem.
1. Obserwacja, że szron leży na dachu, naprowadziła mnie na pomysł, że w nocy był przymrozek. Rozumuję następująco: na dachu leży szron, zatem w nocy był przymrozek. W genetycznym porządku tłumaczenia (naprowadzania na pomysł) teza: „na dachu leży szron” poprzedza uznanie tezy (jest jej racją): „w nocy był przymrozek”, która stanowi następstwo.
2. Zaszronienie dachu nie jest przyczyną przymrozku, lecz odwrotnie – przyczyną zaszronienia dachu jest przymrozek.
3. W porządku wynikania obserwacje nazywane są następstwami, a wyjaśniające je prawa, racjami, ponieważ stosunek racji do następstwa przebiega w przeciwnym kierunku niż stosunek naprowadzania na pomysł – nie fakty są racjami dla praw, lecz prawa są racjami dla faktów. Zatem fakt: „leży szron” tłumaczymy racją: „w nocy był przymrozek”.

Mówiąc o tłumaczeniu, wyróżnia Kotarbiński dwie jego odmiany: konstruowanie hipotez, których wyróżnić można trzy rodzaje: sensu largo, sensu stricto i sensu medio, i indukcję, którą zgodnie z tradycją dzieli na wyczerpującą (zupełną) i niewyczerpującą (niezupełną), a tę ostatnią na: przez proste wyliczenie (enumeracyjną) i eliminacyjną.
Konstruowanie hipotez przebiega na trzy sposoby, ze względu na rolę jaką przypisujemy racji. Jeśli wymagamy od niej aby była prawdziwa, czyli jeśli dobieramy rację prawdziwą do danych pewnych następstw, mamy do czynienia z węższym rozumieniem tłumaczenia, które nazwać można hipotezą sensu stricto. Jeśli od racji wymagamy aby nie była prawdziwa, czyli dobieramy rację do danych pewnych następstw, mamy do czynienia z szerszym rozumieniem tłumaczenia, które nazwać można hipotezą sensu largo. Zaś jeśli nie wymagamy od racji aby była prawdziwa, lecz jednocześnie wymagamy aby nie była jawnie fałszywa, czyli wymagamy jednego z następujących warunków aby była: bądź prawdopodobna, bądź aby wynikały z niej wszystkie znane fakty i jednocześnie nie sprzeciwiał się jej żaden znany fakt, bądź aby okazywały się później prawdziwymi przewidywania, które na jej podstawie można uznać, bądź aby naprowadzała na nowe pomysły, wtedy mamy do czynienia z pośrednim rodzajem tłumaczenia, który nazwać można hipotezą sensu medio.

Każdą hipotezę, którą interesujemy się nie ze względu na poszlaki jej prawdziwości, lecz ze względu na jej płodność, nazywa Kotarbiński hipotezą roboczą.

#### Dowodzenie
Dowodzenie polega na dobieraniu do następstwa racji uznanej za prawdziwą. Nie jest to jednak jedyne rozumienie tego pojęcia. Znaczy ono również tyle, co:
1. dobieranie do następstwa, które nie było wcześniej uznane za prawdziwe, racji uznanej za prawdziwą, wraz z wnioskowaniem polegającym na wysnuciu z dobranej racji następstwa – samo wnioskowanie stanowi tu sprawdzenie otrzymywalności następstwa z racji;
2. samo wysnuwania danego następstwa z racji;
3. 1 lub 2 z założeniem, że zbyteczny jest warunek, by dane następstwo było uznane za prawdziwe, zaś samo wnioskowanie stanowi graficzną przeróbkę napisów, czyli nie jest rozumowaniem, tylko surogatem rozumowania.

W każdym dowodzeniu odróżnić można tok dowodzenia progresywny i tok dowodzenia regresywny, przy czym jest to różnica w komunikowaniu dowodzenia (w dziedzinie dydaktyki), a nie w samym dowodzeniu jako procedurze. Progresywny tok dowodzenia odpowiada dedukcyjnemu tokowi rozumowania (od racji do następstw), zaś regresywny tok dowodzenia redukcyjnemu tokowi rozumowania (od następstw do racji).
Na tej podstawie dochodzi Kotarbiński do wniosku, że dowodzenie w pełnym tego słowa znaczeniu składa się z dwóch stadiów:
1. polegającego na poszukiwaniu dla danej tezy (zadanego następstwa) innej wyróżnionej tezy, która mogłaby być dla tej pierwszej racją – jest to postępowanie redukcyjne;
2. wysnuwaniu zadanego następstwa z wyróżnionej tezy (racji) – jest to postępowanie dedukcyjne.

W związku z powyższym konkluduje Kotarbiński, kompletny wykład dowodzenia jest całością zarazem regresywno-progresywną i redukcyjno-dedukcyjną. Niemniej jednak w dowodzeniu zwykło się wyróżniać: – tok wykładu progresywny; – tok wykładu regresywny, na podstawie jednego z dwu następujących kryteriów:
1. która z tych części jest wypowiedziana, a która tylko domyślna. W związku z tym, możemy przemilczeć, w jaki sposób racja została dobrana do następstwa, a wypowiedzieć tylko, jak się następstwo z racji wysnuwa, będziemy wtedy mieli do czynienia z tokiem progresywnym, możemy również wyłożyć, w jaki sposób racja została dobrana do następstwa, a przemilczeć, w jaki sposób następstwo się z racji wysnuwa i wtedy będziemy mieli do czynienia z tokiem regresywnym;
2. czy obejmuje dwie części i zaczyna się od regresji – tok regresywny, czy też obejmuje tylko część progresywną.

Inny podział dowodzeń (które odróżnia od dowodu w potocznym tego słowa znaczeniu) to dowodzenia wprost i nie wprost, tzw. „apagogiczne”, czyli „odwodowe”. Te ostatnie charakteryzują się tym, że dowodzi się fałszywości negacji tezy zadanej i dopiero stąd wnosi się o prawdziwości tezy zadanej. Ta postać dowodzenia nazywa się również redukcją do absurdu, dowodzi się fałszywości negacji tezy zadanej drogą wywnioskowania z tej negacji czegoś sprzecznego.

#### Klasyfikacja rozumowań
Kotarbiński dzieli rozumowania na dwie kategorie:
1. rozumowania udane – od zdania uznanego za prawdziwe do zdania prawdziwego, wedle dyrektyw wiedzotwórczych, ze względu na wynikanie inferencyjne – trafnie dobierające rację do następstwa i następstwo do racji.
2. rozumowania nieudane (dobierające rację do następstwa i następstwo do racji nietrafnie).

Rozumowania udane, jak i nieudane można podzielić na:
1. dedukcyjne (od racji do następstwa), czyli wnioskowanie (dobieranie do racji uznanej następstwa) i sprawdzanie (dobieranie do racji następstwa uznanego)
2. redukcyjne (od następstwa do racji), czyli tłumaczenie (dobieranie do następstwa uznanego racji) i dowodzenie (dobieranie do następstwa racji uznanej).

Wnioskowanie występuje w następujących odmianach:
1. wnioskowanie inferencyjne (z oderwaniem wniosku od przesłanek), które występuje w odmianach z udziałem reguł logiki formalnej, bez udziału reguł logiki formalnej lub jako dedukcja;
2. wnioskowanie implikacyjne – jako zdanie warunkowe.

Sprawdzanie występuje jako procedura, procedura połączona z rozumowaniem oraz w podstawowym znaczeniu jako odmiana wnioskowania.

Tłumaczenie występuje jako tworzenie hipotez (sensu largo, sensu stricto) lub jako indukcja (zupełna, niezupełna – enumeracyjna, eliminacyjna).

Dowodzenie występuje jako tok progresywny (wprost, nie wprost) i tok regresywny (wprost, nie wprost).

##### Znaczenie ujęcia Kotarbińskiego
Na szczególną uwagę zasługują tu następujące kwestie:
1. ogólniejszy niż u Łukasiewicza podział rozumowań na udane i nieudane, czyli trafnie bądź nietrafnie dobierające następstwo do racji lub rację do następstwa;
2. wskazanie na istnienie innych znaczeń wiązanych z samym pojęciem rozumowania, jak i poszczególnymi odmianami rozumowań, co ma szczególne znaczenie przy dowodzeniu, w którym, jak utrzymuje, odróżnić można tok dowodzenia progresywny i tok dowodzenia regresywny, przy czym jest to różnica w komunikowaniu dowodzenia (w dziedzinie dydaktyki), a nie w samym dowodzeniu jako procedurze. Progresywny tok dowodzenia odpowiada dedukcyjnemu tokowi rozumowania (od racji do następstw), zaś regresywny tok dowodzenia redukcyjnemu tokowi rozumowania (od następstw do racji). Na tej podstawie dochodzi Kotarbiński do wniosku, że dowodzenie w całym znaczeniu tego słowa składa się z dwóch stadiów: (1) polegającego na poszukiwaniu dla danej tezy (zadanego następstwa) innej wyróżnionej tezy, która mogłaby być dla tej pierwszej racją – jest to postępowanie redukcyjne; (2) wysnuwaniu zadanego następstwa z wyróżnionej tezy (racji) – jest to postępowanie dedukcyjne. W związku z powyższym konkluduje Kotarbiński, kompletny wykład dowodzenia jest całością zarazem regresywno-progresywną i redukcyjno-dedukcyjną. Niemniej jednak w dowodzeniu zwykło się wyróżniać: – tok wykładu progresywny; – toku wykładu regresywny, na podstawie jednego z dwu następujących kryteriów: (1) która z tych części jest wypowiedziana, a która tylko domyślna. W związku z tym, możemy przemilczeć, w jaki sposób racja została dobrana do następstwa, a wypowiedzieć tylko jak się następstwo z racji wysnuwa, będziemy wtedy mieli do czynienia z tokiem progresywnym, możemy również wyłożyć, w jaki sposób racja została dobrana do następstwa, a przemilczeć, w jaki sposób następstwo się z racji wysnuwa i wtedy będziemy mieli do czynienia z tokiem regresywnym; (2) czy obejmuje dwie części i zaczyna się od regresji – tok regresywny, czy też obejmuje tylko część progresywną. Te rozważania pozwalają na przynajmniej częściowe usunięcie anomalii wynikającej z klasyfikacji Łukasiewicza związanej z uznaniem dowodzenia za procedurę czysto redukcyjną.
3. Wskazanie na trudności związane z zaliczeniem indukcji eliminacyjnej do rozumowań redukcyjnych nie jest ona bowiem επαγωγη (czego przekładem jest łacińskie inductio, znaczące tyle, co „naprowadzanie”), bowiem racja nie jest prostym uogólnieniem następstw, ponieważ w obrębie następstw występują tezy o innej postaci niż ma to miejsce w eliminacyjnej;
4. Wskazanie na trudności związane z zaliczeniem rozumowania przez analogię do jakiejkolwiek udanej postaci rozumowania, bowiem nie dobieramy tu ani racji do następstwa, ani następstwa do racji;
5. Wskazanie na błędność tradycyjnego podziału rozumowań na dedukcyjne – indukcyjne w oparciu o zasady od ogółu do szczegółu i od szczegółu do ogółu. Twierdzi on, że przeciwstawienie takie jest wadliwe z dwóch powodów: (a) Znaczna część rozumowań zaliczanych dziś do dedukcyjnych, funkcjonujących w ramach logiki formalnej, nie mogłaby być uznana za dedukcyjne, ponieważ następniki w tych formułach nie są wcale mniej ogólne od racji. Przykładów można podać wiele: transpozycja, zanegowanie koniunkcji, wzór konwersji zdania szczegółowego twierdzącego itd. Przykłady powyższe mają jedną wspólną cechę – jedną konstrukcję zdaniową przekształcamy w drugą konstrukcję zdaniową i nie ma w nich w ogóle mowy o przechodzeniu od ogółu do szczegółu, i co warto w tym miejscu dodać, wszystkie wzory rachunku zdań stanowią tego typu schematy wnioskowań dokonujące się drogą przekształceń. (b) Przyjmując, że rozumowanie indukcyjne jest wnioskowaniem w sensie dobierania do racji następstwa, to uznać należy, że z taką postacią rozumowania mamy do czynienia jedynie w przypadku indukcji zupełnej, w której uogólnienie wynika z przesłanek, jest bowiem inferencyjnie równoważne ich koniunkcji. Nie ma o tym mowy w przypadku indukcji niewyczerpującej, ponieważ postępujemy zgodnie z dyrektywą, która nie jest wiedzotwórcza, nie prowadzi bowiem od zdania prawdziwego do zdania prawdziwego. W związku z tym zauważa Kotarbiński, że z tego typu indukcyjnego uogólnienia wynikają przesłanki, zarówno każda z osobna, jak i wszystkie razem, i w takim przypadku uogólnienie jest racją, a przesłanki są następstwami, nie jest zaś tak, że z przesłanek wynika racja. Do tłumaczenia więc – konkluduje nie do końca poprawnie Kotarbiński – nie do wnioskowania, rozumowanie indukcyjne zaliczyć należy. To, z jednej strony wadliwe rozróżnienie na indukcję i dedukcję w oparciu o sformułowane powyżej kryterium ma jednak pewną zaletę, można bowiem rozumowanie przez analogię wyjaśniać jako ich przeciwstawieństwo, jako wnioskowanie od szczegółu do ogółu, zaś w przyjętej przez Kotarbińskiego klasyfikacji rozumowań, jak sam zauważa, ten rodzaj rozumowania się nie mieści.

## Klasyfikacja nauk
Jednym z głównych źródeł zainteresowania się klasyfikacją nauk – pisze Kotarbiński – była od dawna troska bibliotekarzy o ład w książnicach.

### Czym jest nauka?
Celem adekwatnego zorientowania się w rozmaitych klasyfikacjach nauk należy jasno odróżnić następujące sprawy:
1. dwa podstawowe konteksty użycia słowa „nauka”: funkcjonalne i statyczne; o tym pierwszym mówimy, mając na myśli kompleks czynności badawczych i pomocniczych; o tym drugim, mając na myśli kompleks prawd poznanych;
2. podstawę – zewnętrzną lub wewnętrzną – wyróżniania poszczególnej dyscypliny z jakiejś większej całości;
  1. o podstawie zewnętrznej mówimy w trzech kontekstach:
    1. wtedy, gdy poszczególną naukę traktuje się jako genetyczną całość, z której kolejno rozwijały się poszczególne stadia (można, przykładowo, patrzeć, jakie działy wydzieliły się z mechaniki);
    2. wtedy, gdy za podstawę służy jedność nazwy, przykładowo „filozofia”, do której zalicza się wszystko to, co było i co aktualnie jest do niej zaliczane;
    3. wtedy, gdy za kryterium służy ustalony w danym momencie podział pracy pomiędzy uczonymi (tym sposobem, przykładowo, wydzieliła się paleografia, wtedy,
      1. gdy znaleźli się uczeni, którzy ten kompleks zagadnień wybrali sobie za specjalność, lub,
      2. gdy w szkołach wyższych ustalono katedry poświęcone tej nowej dziedzinie);

  2. o podstawie wewnętrznej mówimy wtedy, gdy jako poszczególną naukę traktuje się twór wyróżniony wedle treści zagadnień (w porządku logicznym, nie zaś genetycznym);
3. cel, jakiemu służyć ma dana klasyfikacja wyznacza zasadę podziału, najbardziej elementarne to:
  1. wedle metody – gdy budować będziemy metodologię nauk – pogrupujemy wtedy nauki w metodologicznie pokrewne;
  2. wedle przedmiotu – np. zoologia o zwierzętach, botanika o roślinach;
  3. wedle tego, pod jakim względem dany przedmiot będzie badany – np. pod względem własności ruchowych, mechanika, a pod względem własności drobinowych, chemia;
  4. wedle logicznego charakteru tez, do których dąży dana nauka – np. fizyka wyjaśnia przyczynowo, humanistyka wyjaśnia przez opis i rozumienie;
  5. wedle władz umysłowych najniezbędniejszych w danej nauce – np. jedne nauki więcej wymagają pamięci, inne pomysłowości w rozumowaniu, inne jeszcze więcej spostrzegawczości itp.

Swoje rozważania nad nauką nazywa „delimitacyjnymi”, a dotyczyły one problemu demarkacji. Zwraca Kotarbiński uwagę na niezmiernie istotną kwestię – termin „nauka” bardzo często występuje w dwóch kontekstach: jako element klasyfikacji i jako element oceny. Klasyfikujemy, gdy próbujemy oddzielić naukę od innych działań np. politycznych, gospodarczych, artystycznych itp. Oceniamy zaś najczęściej wtedy, gdy polemizujemy, przykładowo przypisując adwersarzowi nienaukowy charakter jego wypowiedzi.
Analizy swoje rozpoczyna od zajęcia stanowiska w kwestii: czym nauka nie jest? Nie jest ona treścią czyichkolwiek procesów psychicznych hit et nunc – tym samym odrzuca on psychologizm. Nie jest ona również tożsama z systemami zdań w sensie zewnętrznym, flatus vocies – tym samym odrzuca on nominalizm. Nauka nie jest tożsama ze zbiorem sądów w sensie logicznym, ze zbiorem przedmiotów idealnych – odrzuca Kotarbiński zatem i wszelkie wersje platonizmu.
Stojąc na stanowisku pansomatyzmu, twierdzi, że jedynymi przedmiotami możliwych dociekań są rzeczy, ponieważ tylko one istnieją w podstawowym znaczeniu tego słowa – istnieje tylko to, co może działać na coś innego. W związku z tym, twierdzić, że nauki istnieją, to wypowiadać nonsens. Sensownie mówić można o istnieniu nauk w sensie wtórnym, co znaczy tyle, że ludzie badają uczą się czy nauczają. Wyraża to Kotarbiński tak: Ilekroć wiemy coś prawdziwie z pozoru o nauce w ogóle lub o naukach poszczególnych, ilekroć zatem wygłaszamy ze zrozumieniem prawdziwe zdanie, mające za podmiot gramatyczny rzeczownik „nauka” lub którykolwiek z podpadających podeń definicyjnie rzeczowników, jak np. termin „geometria” lub termin „fizjologia”, lub termin „lingwistyka” itp., tylekroć idzie nam naprawdę o co innego: bądź o ludzi myślących, badających, nauczających, bądź o rękopisy lub książki i tym podobne rzeczy, choć ani ludzi ani książek nie nazwiemy słusznie naukami. Ale jest rzeczą jasną, iż idzie nam wtedy o ludzi lub książki nie pod byle jakim względem. Napisy na książkach interesują nas wówczas jedynie jako zdania oznajmujące, to jest jako całości znaczące – czyli wyrażające ludzi myślących – że jest tak a tak. Ludzie zaś interesują nas wtedy wyłącznie ze względu na to, co myślą, a raczej jak myślą, jak jest treść ich myśli, ściślej mówiąc – wyłącznie ze względu na to, co trzeba powiedzieć po spójniku „że”, jeśli chce się ich opisać jako myślących. ... A oto przykłady zastosowań wyłuszczonego poglądu. Gdy czytamy w historii nauk zdanie: „Nauka Kopernika wyparła doktrynę Ptolemeusza” dowiadujemy się właściwie tego, że ludzie przestali sądzić jak Ptolemeusz, a zaczęli sądzić jak Kopernik. A żądając dalszych wyjaśnień, słyszymy pouczenie, iż ludzie przestali sądzić, że Słońce obraca się dookoła Ziemi, a zaczęli sądzić, że Ziemia obraca się dookoła Słońca.
Terminologicznie rzecz biorąc, polskie nauka bliższe jest zakresowo niemieckiemu Wissenschaft – obejmując swym zakresem przyrodoznawstwo, matematykę i humanistykę, niż francuskiemu scence obejmującemu swym zakresem wyłącznie nauki ścisłe i biologiczne (podobnie się mają sprawy ze znaczeniem angielskim). Na bazie dokonanych ustaleń proponuje Kotarbiński następującą definicję terminu nauka:
Nauką jest wszelka całość godna tego, by być przedmiotem nauczania intelektualnego w szkolnictwie wyższym, i dopiero w szkolnictwie wyższym, w charakterze odrębnej specjalności.

Wady przez siebie zaproponowanej definicji widzi dwie: (a) nie jest precyzyjna – lecz pojawia się pytanie, czy sam temat pozwala na większą precyzję?; (b) nie jest to definicja sprawozdawcza, lecz projektująca.
Zalety widzi następujące: (a) nie pozwala na arbitralne zawężenie terminu; (b) wiąże wzajemnie dwie sfery: organizację nauki i nauczanie; (c) uniemożliwia zawężenie terminu do wyłącznie działań twórczych, zasadzających się na poszukiwaniu prawidłowości, skutecznie uniemożliwiając tym samym nieuznawanie za naukę tych działań poznawczych, które ex definitione praw nie poszukują, np. w obrębie humanistyki; (d) uniemożliwia nazwanie tym mianem tych tylko działań, które zmierzają do poszukiwania wyłącznie ogólnoludzkich zainteresowań – niejednokrotnie bowiem się zdarza, że o tym, co należy do nauki, rozstrzyga określone „tu i teraz”, o którym niepodobna powiedzieć, że jest nieistotne; (e) umożliwia włączenie w obręb nauki tzw. umiejętności praktycznych, występując przeciwko takiemu, nazbyt wąskiemu, pojmowaniu tego terminu:
Nauka ma za zadanie jedynie odwzorowywać rzeczywistość, a więc odtwarzać to, co jest, nie należy przeto do jej zadań odpowiadać na pytanie, co być powinno. Projektowaniem zajmują się umiejętności praktyczne, nie nauki.
Zwolennicy takiej definicji miana naukowości odmawiają np. medycynie, technice, administracji itp. Jest to zdaniem Kotarbińskiego zabieg nieuprawniony, ponieważ zasadza się na nieporozumieniu, iż nauki nie projektują. Zarówno uczony, jak i np. lekarz czy inżynier poszukują warunków wystarczających do zajścia określonego zdarzenia. Uczony przykładowo zastanawia się jak wywołać interesujące go zjawisko, inżynier działa podobnie, gdy poszukuje środków do wytworzenia jakiegoś urządzenia, za pomocą którego będzie można wywołać jakiś efekt, podobnie działa i lekarz poszukujący sposobu przywrócenia zdrowia pacjentowi. Wszyscy trzej badają uwarunkowania zdarzeń i stanów rzeczy. W związku z tym proponuje Kotarbiński następujące ujęcie problemu:
Mianowicie należą do nauk ze względu na naszą chwilę dziejową i na naszą sytuację publiczną te z umiejętności praktycznych, których składniki badawcze tak się rozwinęły, że stanowią materiał wystarczający do nauczania ich w szkolnictwie wyższym jako odrębnych specjalności intelektualnych.

### Klasyfikacja nauk
Kotarbiński nigdzie nie stwierdza, że dokonał klasyfikacji nauk, można jednak, na podstawie piątej części jego Elementów..., w których dokonuje analizy cech odrębnych głównych działów nauki pokusić się o taką klasyfikację i nazwać ją „klasyfikacją w sensie Kotarbińskiego”. Wyróżnia on następujące typy nauk: matematyczne, przyrodnicze, historyczne, praktyczne (umiejętności), filozoficzne.
Nauki matematyczne charakteryzują się metodą dedukcyjną, są aprioryczne, bowiem prawdziwość tez jest rozstrzygana bez odwoływania się do tez spostrzegawczych, ich celem jest prawda, a zadaniem poszukiwanie tez apriorycznych. Nauki te występują w trzech odmianach: matematyka, geometria i logika formalna.
Nauki przyrodnicze charakteryzują się metodą indukcyjną i pomocniczo dedukcyjną, są aposterioryczne, prawdziwość tez jest rozstrzygana przez odwołanie się do tez spostrzegawczych lub do tez, w których gronie znajdują się tezy spostrzegawcze, poszukujące praw przyrodzonych (nomotetyczne), ich celem jest prawda. Nauki te występują w dwóch odmianach badających: zjawiska fizyczne i zjawiska psychiczne.
Nauki historyczne charakteryzują się metodą intuicyjną (wczuwania się) i pomocniczo metodą dedukcyjną (wnioskowanie i sprawdzanie), metodą redukcyjną (dowodzenie i tłumaczenie), oraz metodą indukcyjną, stosują też rozumowanie przez analogię, są empiryczne – prawdziwość tez jest rozstrzygana przez odwołanie się do tez spostrzegawczych lub do tez, w których gronie znajdują się tezy spostrzegawcze, są poszukujące osobliwości (idiograficzne) – opis i wyjaśnianie genetyczne i przyczynowe minionych zdarzeń, ich celem jest prawda. Dwie główne odmiany to historia i nauki humanistyczne.
Nauki praktyczne charakteryzują się metodą indukcyjną, metodą redukcyjną, metodą dedukcyjną, rozumowaniem przez analogię, są empiryczne, poszukujące skutecznych sposobów działania, ich celem jest urzeczywistnianie projektów (zamierzeń). Dwie główne odmiany to medycyna i nauki inżynieryjne.
Nauki filozoficzne nie mają innej metody niż pozostałe dyscypliny, ich celem jest prawda. Dzielą się one na: psychologię, logikę, teorię poznania, metodologię, metafizykę, etykę, estetykę i historię filozofii.

## Etyka niezależna
Kotarbiński uniezależnia swą etykę od wszelkiej ideologii, poszukującej uzasadnienia poza światem materialnym; uzasadnia to jednak w sposób nie ontologiczny (nie twierdzi zatem, że etyka winna być niezależna od Boga, bo ten ostatni nie istnieje), ale metodologiczny. Twierdzi on zatem, że mimo niewątpliwej słuszności wielu zasad moralnych etyk chrześcijańskich (szczególnie bliskie jest mu przykazanie miłości bliźniego), ich uzasadnienie może całkowicie stracić sens w momencie, gdy traci się wiarę w Boga (będącego jej fundamentem). Sens i wartość zachowania moralnego należy umieścić więc w relacjach z innymi ludźmi i zrozumieć w kontekście antropologiczno-historycznym, nie zaś kontekście transcendentalnym. Etyka niezależna w tej perspektywie to etyka świecka.
Kotarbiński woli mówić o postępowaniu czcigodnym i haniebnym, raczej niż „dobrym” i „złym”. Zachowanie czcigodne jest godne szacunku, pochwały, pewne postępowanie pozytywne, którego przeciwwagę stanowi właśnie postępowanie złe, niegodne, haniebne. Tutaj autor odwołuje się do wzoru spolegliwego opiekuna.
W tym kontekście zachowanie czcigodne, to postępowanie zgodne z własnym przekonaniem, kierującym się najwyższym dobrem osób powierzonych naszej opiece, postępowanie uczciwe, szlachetne, odpowiedzialne, cechujące się największą troską o tych, których dobro w jakiś sposób uzależnione jest od naszych decyzji. Życzliwy opiekun nie wykorzysta słabości swego podopiecznego dla własnych interesów. Nie wykorzysta jej nawet, jeśli pozwoli mu ona wykaraskać się z własnych kłopotów. Nie zdradzi zaufania słabszego, który polega jedynie na jego pomocy. Przeciwnie postąpi człowiek haniebny, który działa odwrotnie do wskazanego tu wzoru postępowania. Przy czym nie dotyczy to wyłącznie, jak dopowiada autor, zobowiązań formalnego typu, czyli na przykład naturalnego związku rodziców z dzieckiem, albo relacji wychowawca – uczniowie. Zobowiązanie życzliwego opiekuna dotyczy każdego człowieka w każdej sytuacji. Postać opiekuna ma stanowić zatem wzór zachowania: „(...) postępuj tak, by w społeczeństwie przez nas kształtowanym wzbudzać, rozwijać i utrwalać motywację, charakterystyczną dla postawy dobrego opiekuństwa.”

## Główne prace naukowe i publicystyczne (wielokrotnie wznawiane)

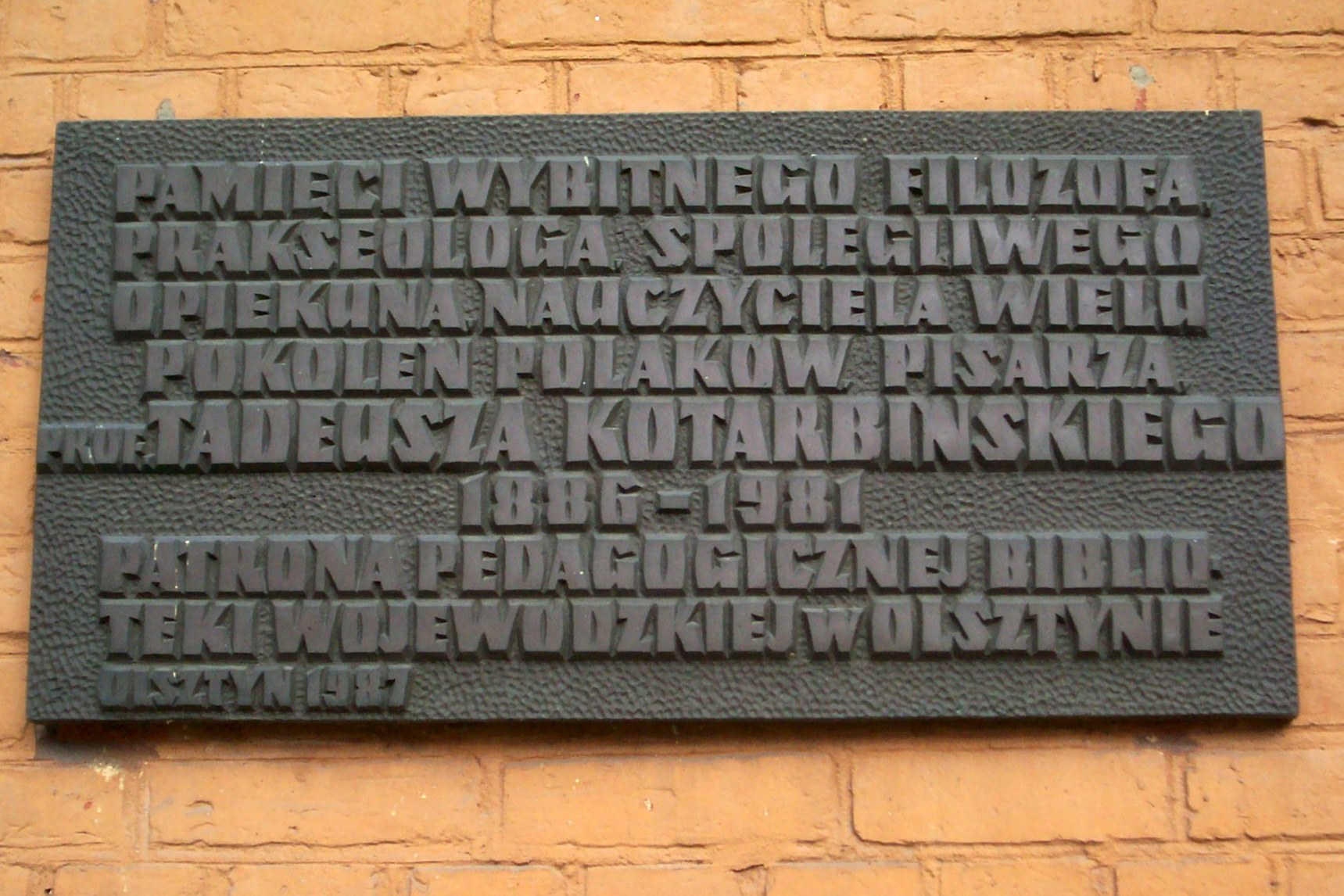
Tablica pamiątkowa poświęcona prof. Tadeuszowi Kotarbińskiemu

- Szkice praktyczne. Zagadnienia z filozofii czynu (1913)
- Elementy teorii poznania, logiki formalnej i metodologii nauk (1929)
- Traktat o dobrej robocie (1955)
- Sprawność i błąd (1956)
- Medytacje o życiu godziwym (1966)
- Abecadło praktyczności (1972)

## Odznaczenia, nagrody i wyróżnienia
- Order Budowniczych Polski Ludowej (1959)
- Krzyż Wielki Orderu Odrodzenia Polski (1962)
- Krzyż Komandorski z Gwiazdą Orderu Odrodzenia Polski (1954)[37]
- Krzyż Komandorski Orderu Odrodzenia Polski (1938)[38]
- Krzyż Oficerski Orderu Odrodzenia Polski (1946)[39]
- Order Sztandaru Pracy I klasy (1956)[40]
- Medal 10-lecia Polski Ludowej (1955)[41]
- Honorowa Odznaka Miasta Łodzi (1960[42][43])
- Medal Komisji Edukacji Narodowej (1967)
- Odznaka 1000-lecia Państwa Polskiego (1963)[44]
- Złota odznaka honorowa „Za Zasługi dla Warszawy” (1962)[45]
- Odznaka honorowa „Zasłużony dla Warmii i Mazur” (1960)[46]
- Komandor Legii Honorowej (1965, Francja)
- Medal im. Karola Adamieckiego Towarzystwa Naukowego Organizacji i Kierownictwa (1972)
- Złota Odznaka Polskiego Towarzystwa Ekonomicznego (1960)
- Honorowa odznaka Zrzeszenia Studentów Polskich (1962)[47]
- Odznaka tytułu honorowego „Zasłużony Nauczyciel Polskiej Rzeczypospolitej Ludowej” (1958)
- Medal Grunwaldzki nadany przez Ogólnopolski Komitet Frontu Jedności Narodu dla upamiętnienia 550. rocznicy zwycięstwa odniesionego nad zaborczym Zakonem Krzyżackim (1960)[48]
- Nagroda państwowa indywidualna I stopnia (1972)
- Nagroda państwowa specjalna (1979)

Doktoraty honoris causa:
- Uniwersytet Bratysławski
- Université Libre de Bruxelles
- Uniwersytet Florencki
- Uniwersytet Jagielloński w Krakowie
- Uniwersytet Łódzki
- Uniwersytet Oksfordzki
- Uniwersytet Sofijski
- Akademia Medyczna w Łodzi

## Upamiętnienie
W 1986 roku Poczta Polska upamiętniła 100. rocznicę urodzin Tadeusza Kotarbińskiego wydając okolicznościowy znaczek z jego wizerunkiem (numer katalogowy 2911).
W 2015 z okazji 70-lecia Uniwersytetu Łódzkiego została ustanowiona Nagroda im. Pierwszego Rektora Uniwersytetu Łódzkiego Profesora Tadeusza Kotarbińskiego za wybitną pracę naukową z zakresu nauk humanistycznych. W 2017 roku przed rektoratem Uniwersytetu Łódzkiego został odsłonięty pomnik filozofa autorstwa Wojciecha Gryniewicza.